# Comisión Nacional de Regulación del Transporte
La Comisión Nacional de Regulación del Transporte (CNRT) fue un organismo descentralizado estatal de Argentina dependiente del Ministerio de Economía, que existió entre 1996 y 2025.
Esta comisión tenía como objetivo, controlar y fiscalizar el transporte terrestre de jurisdicción nacional. Su esfera de competencia incluía el transporte automotor de pasajeros urbano de colectivos (de las líneas 1 a la 199), el transporte automotor de pasajeros de media y larga distancia (interjurisdiccional), el transporte automotor de cargas y el transporte ferroviario (tanto los Ferrocarriles metropolitanos de Buenos Aires como los trenes de pasajeros de larga distancia como el transporte ferroviario de cargas), controlando además la Estación Terminal de Ómnibus de Retiro.

## Funciones

### Objetivos
1. Instrumentar los mecanismos necesarios para garantizar la fiscalización y el control de la operación del sistema de transporte automotor y ferroviario, de pasajeros y carga de Jurisdicción Nacional, con el objetivo de garantizar la adecuada protección de los derechos de los usuarios y promover la competitividad de los mercados.
2. Ejercer el poder de policía en materia de transporte de su competencia controlando el cumplimiento efectivo de las leyes, decretos y reglamentaciones vigentes, así como la ejecución de los contratos de concesión; y fiscalizar la actividad realizada por los operadores de transporte.

### Deberes
1. Recibir y tramitar con diligencia toda queja, denuncia o solicitud de información de los usuarios o de terceros interesados, relativos a la seguridad del transporte ferroviario bajo su jurisdicción y demás aspectos referentes a la adecuada prestación de los servicios.
2. Intervenir sin demora cuando, como consecuencia de procedimientos iniciados de oficio o por demanda, considere que algún acto o procedimiento de una empresa sujeta a su jurisdicción viola normas en vigor, o de algún modo afectan a la seguridad, ordenando al concesionario involucrado disponer lo necesario para corregir o hacer cesar inmediatamente las condiciones o acciones contrarias a la seguridad.

### Funciones Básicas de Transporte de Automotor
- Fiscalizar las tareas de las empresas operadoras
- Controlar y habilitar los vehículos afectados al servicio de transporte de pasajeros y cargas en cuanto a su seguridad y condiciones técnicas a través del Sistema de Talleres de Inspección Técnica (C.E.N.T.)
- Otorgar la Licencia Nacional Habilitante de los conductores a través del Sistema descentralizado de Clínicas
- Fiscalizar el cumplimiento de los recorridos, horarios y tarifas establecidas para el transporte automotor de pasajeros.
- Informar acerca de los derechos u obligaciones de usuarios y empresas durante la prestación del servicio
- Controlar el funcionamiento de la Estación Terminal de ómnibus de Retiro
- Asesorar a la Secretaría de Transporte

### Funciones Básicas de Transporte Ferroviario
- Aplicar y hacer cumplir los contratos de concesión de transporte ferroviario, metropolitano e interurbano de pasajeros y de cargas.
- Controlar la cantidad y calidad de la oferta de servicios
- Fiscalizar la ejecución de los Programas de mantenimiento de estaciones y coches.
- Controlar el cumplimiento del Programa de Inversiones acordado en los contratos de concesión.
- Intervenir en la investigación de accidentes.
- Vigilar el cumplimiento de las normas de seguridad ferroviaria.

## Nómina de Directores
| Director                   | Partido | Partido               | Periodo                                           | Presidente                     |
| -------------------------- | ------- | --------------------- | ------------------------------------------------- | ------------------------------ |
| Roberto Alfredo Ciappa     |         |                       | 29 de noviembre de 1996 - 21 de diciembre de 1999 | Carlos Menem                   |
| José Emilio Bernasconi     |         |                       | 21 de diciembre de 1999 - 24 de abril de 2001     | Fernando de la Rúa             |
| Rodolfo Francisco Huici    |         |                       | 24 de abril de 2001 - 8 de junio de 2001          | Fernando de la Rúa             |
| José Antonio Recio         |         |                       | 8 de junio de 2001 - 16 de enero de 2002          | Fernando de la Rúa             |
| Jorge Telmo Pérez          |         | Partido Justicialista | 16 de enero de 2002 - 14 de junio de 2002         | Eduardo Duhalde                |
| Pedro Alberto Garcia       |         |                       | 14 de junio de 2002 - 5 de junio de 2003          | Eduardo Duhalde                |
| Roque Guillermo Lapadula   |         |                       | 5 de junio de 2003 - 9 de febrero de 2004         | Néstor Kirchner                |
| Pedro Ochoa Romero         |         |                       | 9 de febrero de 2004 - 10 de diciembre de 2007    | Néstor Kirchner                |
| Eduardo Sícaro             |         |                       | 9 de enero de 2008 - 27 de agosto de 2012         | Cristina Fernández de Kirchner |
| Ariel Franetovich          |         | Partido Justicialista | 7 de septiembre de 2012 - 5 de julio de 2013      | Cristina Fernández de Kirchner |
| Fernando Manzanares        |         |                       | 5 de julio de 2013 - 10 de diciembre de 2015      | Cristina Fernández de Kirchner |
| Roberto Domecq             |         |                       | 10 de diciembre de 2015 - 14 de marzo de 2017     | Mauricio Macri                 |
| Pablo César Castano Lucero |         |                       | 7 de noviembre de 2017 -1 7 de diciembre de 2019  | Mauricio Macri                 |
| José Arteaga               |         | Frente Renovador      | 2 de enero de 2020 - 10 de enero de 2024          | Alberto Fernández              |
| Edgar Peréz                |         | Independiente         | 22 de febrero de 2024 - en el cargo               | Javier Milei                   |

## Conversión a Agencia de Control de Concesiones y Servicios Públicos de Transporte
El 8 de julio de 2025, por decreto n° 461/2025, se convirtió en Agencia de Control de Concesiones y Servicios Públicos de Transporte, conservando sólo las funciones de "verificación del cumplimiento normativo y contractual, y en la investigación de los accidentes ferroviarios", según informó el gobierno, en tanto que el resto de las funciones de la CNRT serán absorbidas por la Subsecretaría de Transporte Automotor de la Secretaría de Transporte del Ministerio de Economía. Ésta será la autoridad de aplicación en lo que refiere a normas, actos administrativos relacionados a la fiscalización de concesiones viales.